# Scinax aromothyella
Scinax aromothyella es una especie de anfibios de la familia Hylidae.
Habita en Argentina, Uruguay y posiblemente en Brasil.
Sus hábitats naturales incluyen bosques tropicales o subtropicales secos y a baja altitud, praderas parcialmente inundadas, ríos, marismas de agua dulce y corrientes intermitentes de agua.